# Kreuzberghöhle
Die Kreuzberghöhle, slowenisch Križna jama, auch Kalte Höhle unter dem Kreuzberg, slowenisch Mrzla jama pod Križno goro, ist eine wasserführende Tropfsteinhöhle auf dem Gebiet der Gemeinde Cerknica in der Region Küstenland-Innerkrain in Slowenien. Die Besonderheit ist eine Reihe unterirdischer Seen von smaragdgrüner Farbe. 22 der 45 Seen können mit Booten im Rahmen von Führungen befahren werden.

## Beschreibung

### Lage
Der Eingang der Karsthöhle befindet sich etwa 1,56 km südlich des Ortes Bloška Polica.

### Höhle
Die vermessene Gesamtlänge der Höhle ist 8273 Meter, der Höhenunterschied beträgt 34 Meter (Stand 16. Januar 2024).
Die Höhle ist vor allem wegen ihrer unterirdischen smaragdgrün erscheinenden Seen weltweit bekannt. Durch die Absonderung von Karbonat haben sich Dämme aus Sinter gebildet. Diese haben bis zu 7 Meter tiefe Seen aufgestaut. Die Sintergebilde werden aus zwei unterirdischen Zuflüssen ausgeschieden, die von der Hochebene Bloška planota kommend durch die Höhle fließen. Sie wachsen noch immer – allerdings extrem langsam mit nur 0,1 Millimeter pro Jahr. Inklusive der kleinen Seen im nördlichen Teil gibt es 45 Seen. 22 Seen können mit Booten im Rahmen von Schauhöhlen-Führungen befahren werden. Der unterirdische Wasserstrom verlässt die Kreuzberghöhle im eingangsnahen Teil. Durch einen mehr als 70 Meter tiefen Siphon gelangt das Wasser in die für Besucher nicht zugängliche Neue Kreuzberghöhle, slowenisch Nova Križna jama und tritt am Rand des periodischen
Zirknitzer Sees, slowenisch Cerkniško jezero als Fluss Šterbrščica an die Oberfläche.
Charakteristisch für den ersten Teil der Höhle sind große Hallen. Hier werden Knochen von Höhlenbären (Ursus spelaeus) ausgestellt. Im Bärengang, slowenisch Medvedji rov, der unmittelbar vor dem 1. See abzweigt, befindet sich die Fundstelle der Höhlenbärenknochen und der See Genezareth, slowenisch Tiberijsko jezerce mit seinen charakteristischen weißen Sinterdämmen.
Nach dem großen 1. See führt der Seengang, slowenisch Jezerski rov über zunächst kleine, dann größer werdende Seen. Zahlreiche Tropfsteingebilde (Der Hafen von Venedig, Das Piratenschiff, Die Orgel, Der Luchs) erwecken den Eindruck als würden sie aus dem Wasser wachsen. Zwischen dem 13. und dem 14. See befindet sich der Kalvarienberg (slowenisch Kalvarija). Hier teilt sich die Höhle in den nördlichen Teil, den Lehmgang, slowenisch Blatni rov und den nordöstlichen Teil, den Bunten Gang, slowenisch Pisani rov.
Dem Bunten Gang folgend erreicht man im 14. See den Niedrigen Durchgang, slowenisch Nizka pasaž. Um die Engstelle im Boot passieren zu können, muss man sich flach hinein legen. Bei höherem Wasserstand kann hier der Weg durch Wasser versperrt werden. Über den Versturz Kreuzberg, slowenisch Križna Gora am Ende des 14. Sees gelangt man zum 15. See. Zwischen 19. und 20. See zweigt der Matjažev-Gang, slowenisch Matjažev rov ab, der besonders reich an Speläothemen ist.
Am Ende des 20. Sees befindet sich der größte Versturz der Höhle, der Kristallberg, slowenisch Kristalna Gora. Der Raum über dem Kristallberg ist 75 Meter hoch (gemessen von der Wasseroberfläche bis zur Decke). Auf dem Kristallberg befinden sich zahlreiche eindrucksvolle Stalagmite. Einer davon ist der Stalagmit Kreuz, slowenisch Križ. Er ist im Logo der Kreuzberghöhle dargestellt. Der Stalagmit wurde während der deutschen Besatzung 1945 auf einer 5-Cent-Briefmarke der damaligen Provinz Laibach abgebildet.

### Biodiversität
In Bezug auf die biologische Vielfalt gilt die Kreuzberghöhle als das viertgrößte Höhlen-Ökosystem der Welt. Bisher wurden mehr als 60 unterirdische Tierarten entdeckt: darunter Flohkrebse, der Höhlenigel (Monolistra racovitzai – eine Asselart), Höhlenspinnen, Enghalskäfer und Schnecken. Unter der unterirdischen Fauna sind auch endemische Arten. Die Höhle gilt als zweitgrößter Überwinterungsort von Fledermäusen in Slowenien.

### Fundstelle Höhlenbärenknochen
1847 wurden von Alexander Skofiz Knochen des ausgestorbenen Höhlenbären entdeckt. 1878 wurden von Ferdinand von Hochstetter über 2000 Höhlenbären-Knochen ausgegraben. Zwei vollständige Skelette wurden an das Naturhistorische Museum Wien geschickt. Die Menge an Knochen und Bärenschliffspuren auf Felsvorsprüngen lassen schließen, dass die Höhle über einen Zeitraum von mehreren zehntausend Jahren von Höhlenbären bewohnt war. Die Höhle gilt als einer der größten Fundorte von Knochen von Höhlenbären in Europa.
2001 wurde der weltweit größte Schädel eines Höhlenbären gefunden. Die Fundstelle im Bärengang kann im Rahmen der Schauhöhlen-Führung besichtigt werden.

### Schauhöhle
Die Kreuzberghöhle zählt zu den schönsten und am besten erhaltenen Höhlen weltweit. Die Höhle hat als eine der wenigen Schauhöhlen weder einen betonierten Weg noch starke Beleuchtung, die den natürlichen Gegebenheiten schaden könnten (etwa durch Entstehung von Lampenflora). Lampen und Gummistiefel werden Besuchern zur Verfügung gestellt. Die nur langsam wachsenden, empfindlichen Sinterdämme sind der Hauptgrund, dass Tourismus zum Höhlenschutz stark eingeschränkt wird.
Es werden vier Varianten zur Besichtigung der Höhle angeboten. Bei den Varianten 2–4 ist Voranmeldung erforderlich.
1. Mit Bootsfahrt am 1. See: An der 1- bis 1,5-stündigen Besichtigung des eingangsnahen Teils der Höhle, der Höhlenbären-Knochen und der 10-minütigen Bootsfahrt am 1. See können bis zu 60 Besucher pro Gruppe teilnehmen.
2. In den Bärengang: Gruppen von 2 bis 12 Personen können mit Voranmeldung in 1,5 bis 2 Stunden zusätzlich zu Variante 1 den Bärengang mit dem darin gelegenen See Genezareth besuchen.
3. Zum Kalvarienberg: An der 3,5- bis 4-stündigen geführten Tour dürfen Gruppen bis zu 4 Besucher pro Tag teilnehmen, aber nicht mehr als 1000 Besucher pro Jahr.
4. Zum Kristallberg: An der 6,5- bis 7-stündigen geführten Tour dürfen nicht mehr als 100 Besucher pro Jahr teilnehmen. Diese Tour wird nur von 1. Oktober bis 30. März angeboten.

Führungen in den Lehmgang oder in den Korallengang, slowenisch Koralni rov werden nicht angeboten.

## Geschichte
Archäologische Funde alter Keramik aus der Kupfersteinzeit im Eingangsbereich belegen, dass Menschen schon vor fast 5000 Jahren die Höhle besucht haben.
Die ältesten gefundenen Inschriften, die Besucher im Eingangsbereich der Höhle hinterlassen haben, stammen aus dem Jahr 1557. 1824 und 1825 hat Ivan Cerar die Höhle erkundet. Die erste urkundliche Erwähnung war 1832. Nach der Entdeckung der Höhlenbärenknochen von Alexander Skofiz 1847 und den Ausgrabungen von Ferdinand von Hochstetter 1978-1979 erstellte sein damaliger Assistent Josef Szombathy den ersten Plan der Höhle. Im Maßstab 1:1000 stellte er den eingangsnahen Teil bis zum 1. See dar. Er wurde 1881 zu Veröffentlichungen von Ferdinand von Hochstetter beigefügt. Die Seen wurden ab 1926 erforscht. Der Mittelschulprofessor M. Prezelj erreichte gemeinsam mit seinen Schülern den 16. See. Darauf folgend wurde die Höhle von slowenischen Speläologen vom Verein für Höhlenkunde in Slowenien erforscht. Sie erreichten 1934 das nördliche Ende des Lehmgangs.
Seit 1995 wird die durch einen tiefen Siphon verbundene Neue Kreuzberghöhle, slowenisch Nova Križna jama (auch Kreuzberghöhle 2, slowenisch Križna jama 2 genannt) erforscht, in die der Abfluss des Wasserstroms der Kreuzberghöhle erfolgt.

## Name
Der deutsche Name der Höhle bezieht sich auf den Kreuzberg, slowenisch Križna Gora, in dessen Flanke sich der Höhleneingang befindet. Der slowenische Name bezieht sich auf die am Kreuzberg gelegene Kirche des Heiligen Kreuzes, slowenisch Sveti Križ.

## Vorfall im Januar 2024
Am 6. Januar 2024 wurden fünf Menschen durch teilweise Überflutung in der Höhle eingeschlossen. Durch heftige Regenfälle während der Besichtigungstour stieg der Wasserstand. Die dreiköpfige Familie und die beiden Höhlenführer wurden von den Rettungskräften auf einer trockenen Erhöhung etwa 2 km vom Höhleneingang entfernt entdeckt. Die Rettungskräfte berichteten von guter Verfassung der Eingeschlossenen. Sie wurden von Tauchern mit Zelt, Nahrung und Medikamenten versorgt, um mit dieser Ausrüstung ein Sinken des Wasserstandes abwarten zu können.
Am 8. Januar 2024 ermöglichte der inzwischen gesunkene Wasserstand allen Eingeschlossenen die Höhle wieder zu verlassen.

## Bilder

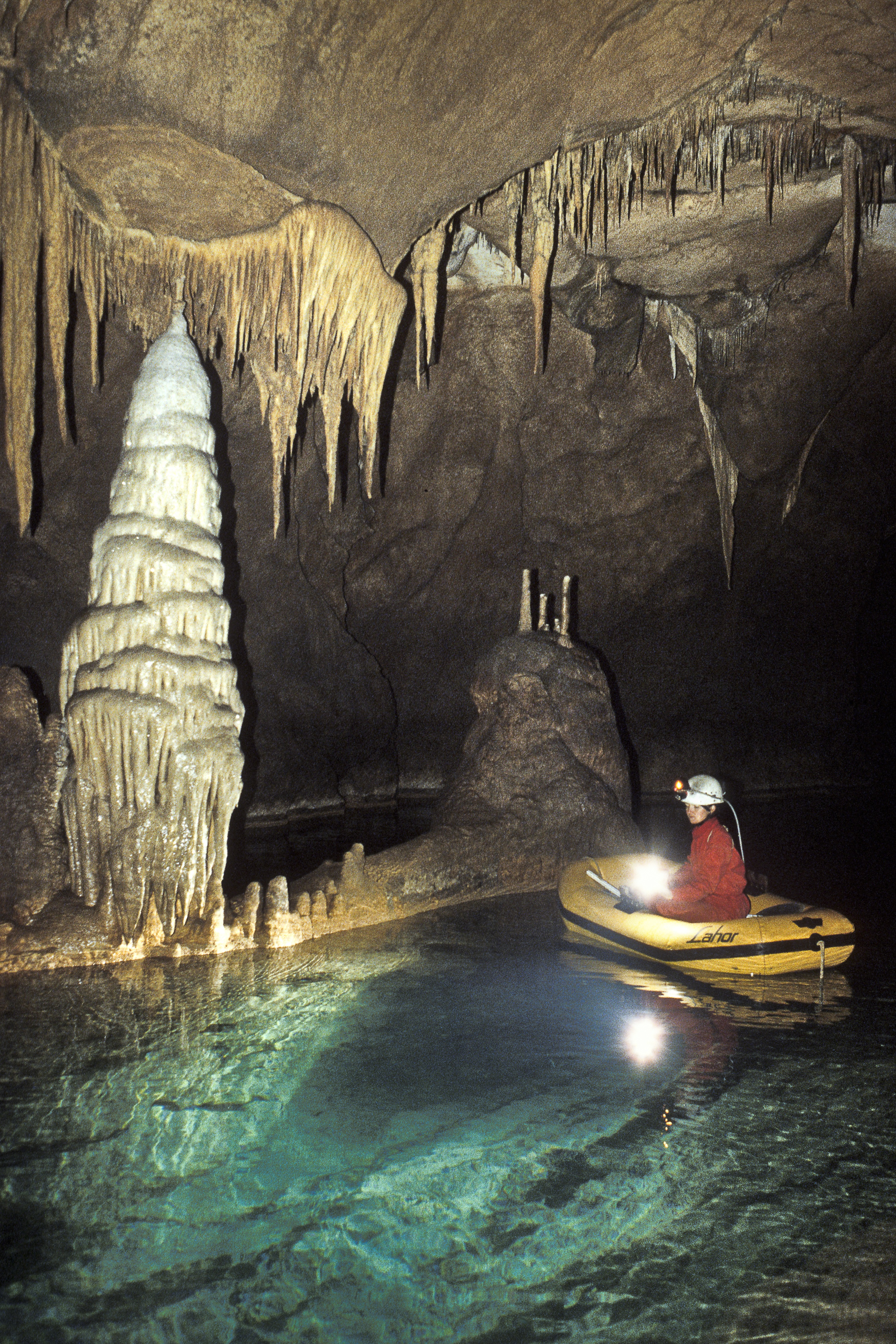
Das Piratenschiff, slowenisch Piratska ladja
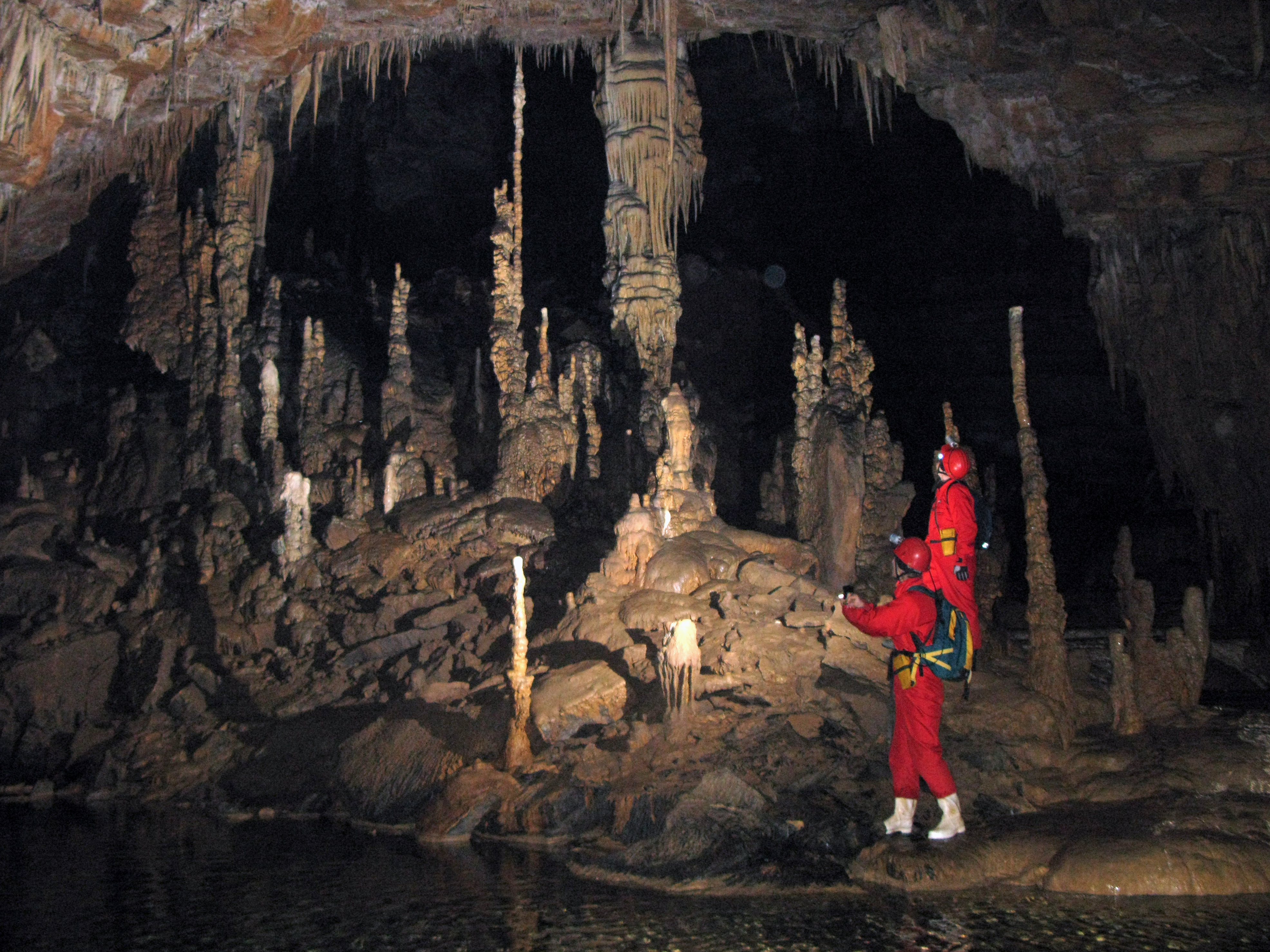
Der Kalvarienberg, slowenisch Kalvarija
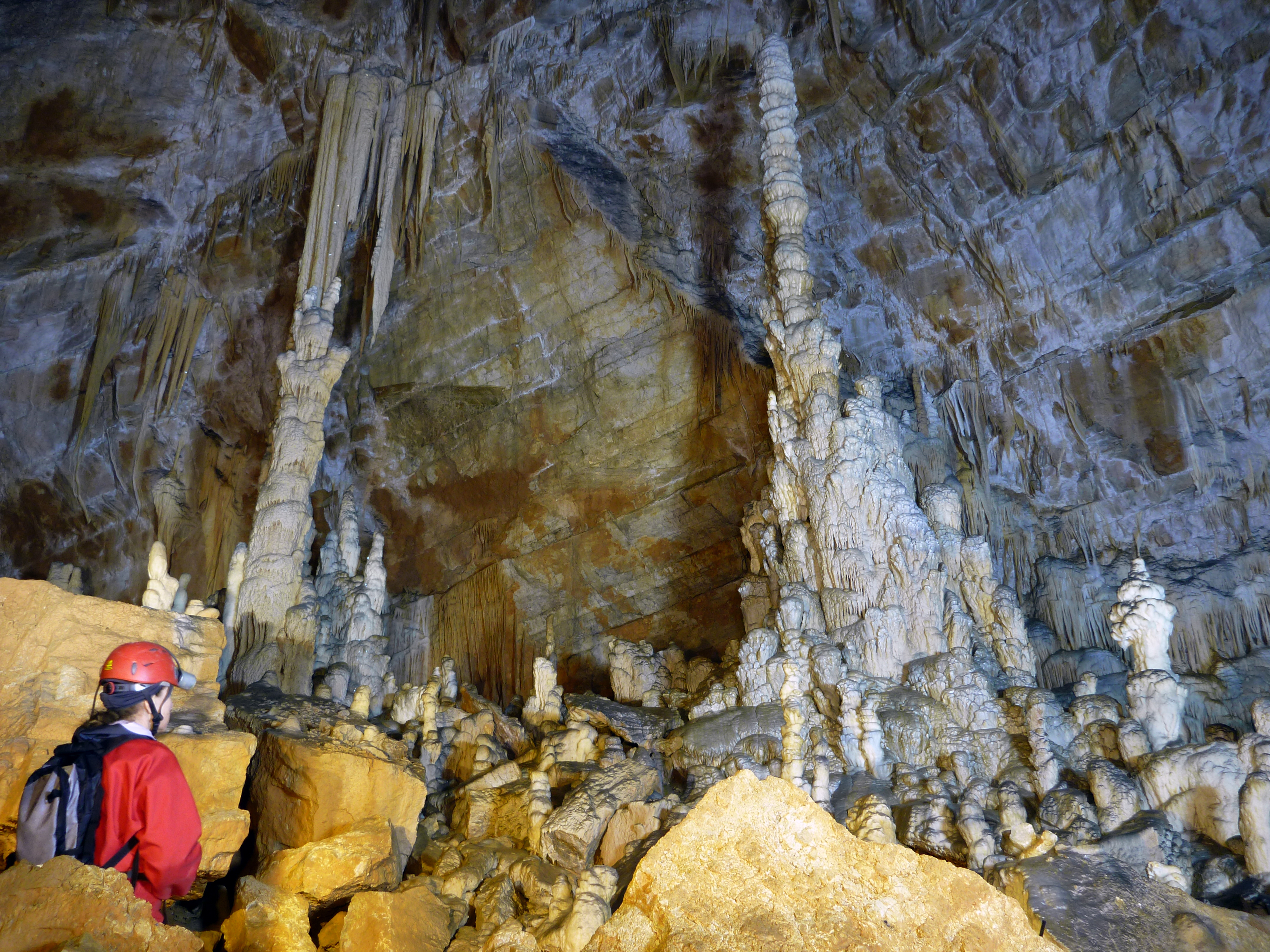
Der Kristallberg, slowenisch Kristalna Gora
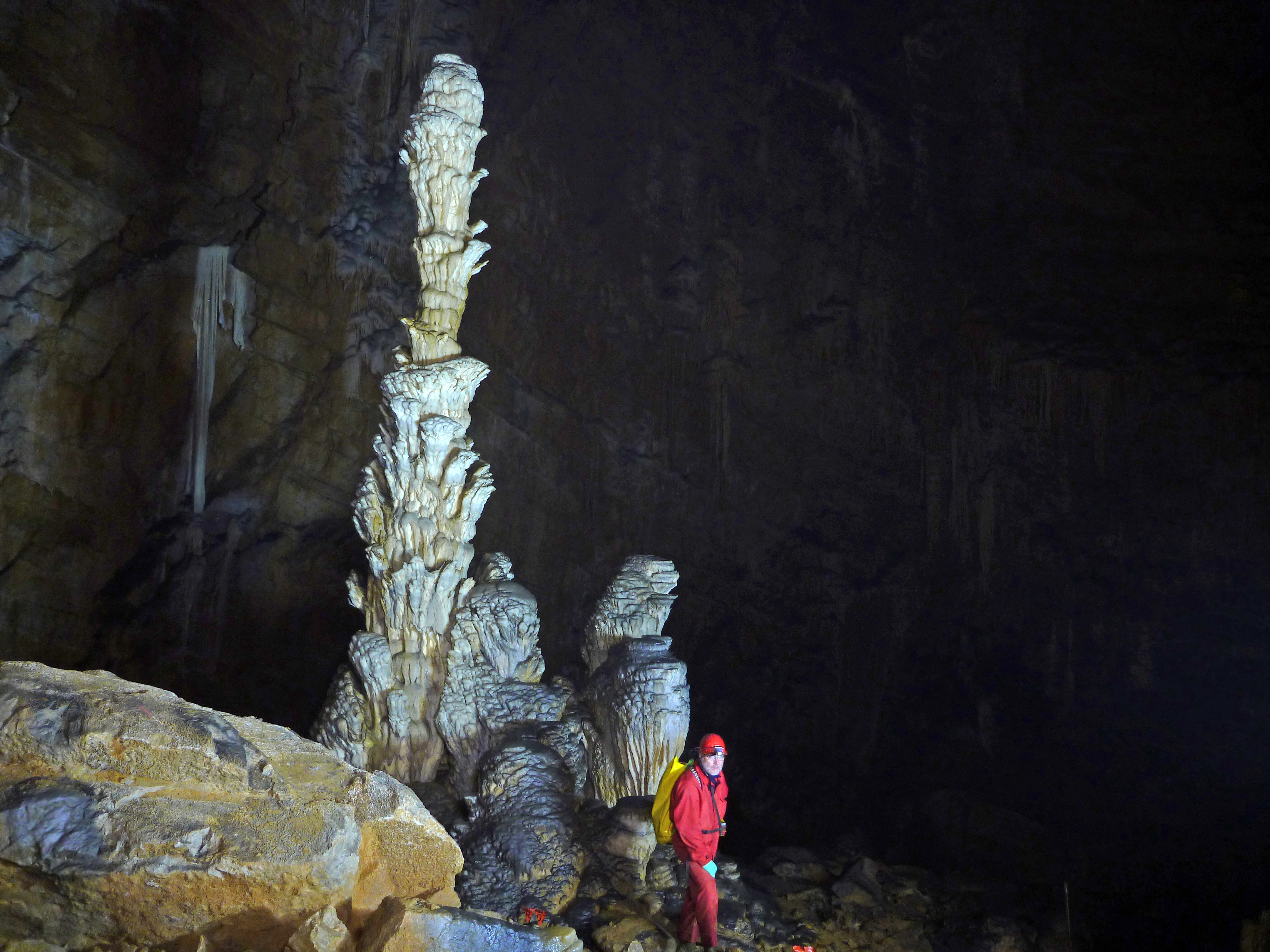
Der Kristallberg, slowenisch Kristalna Gora